# Le Pont-Neuf (pictură de Renoir)
Le Pont-Neuf este o pictură în ulei pe pânză realizată de Auguste Renoir în 1872. Este deținută de National Gallery of Art din Washington, D.C.

## Context
Pont Neuf este cel mai vechi pod care traversează râul Sena în Paris, Franța. A fost finalizat în 1607 de către Henric al IV-lea. În 1867, pictorii francezi Claude Monet și Renoir au reprezentat pentru prima dată podul în seria lor de tablouri de pe malul râului, revenind din nou la acest subiect în 1872. De data aceasta, pictau în perioada tulbure de după revolta Comunei din Paris.

## Descriere
Atât Renoir, cât și Monet au pictat lucrări separate, folosind aceeași perspectivă pentru a înfățișa partea malului drept al podului de la fereastra de la etajul al doilea al unei cafenele. Edmond Renoir, fratele lui Renoir, l-a ajutat să pregătească scena, întârziind oamenii care mergeau pe pod și punându-le întrebări, dându-i timp lui Renoir să-i schițeze. Edmond însuși apare de două ori în tablou, cu un baston și cu o pălărie de paie de boier. Renoir a început tabloul în primăvară și l-a vândut la licitație negustorului de artă francez Paul Durand-Ruel la 24 martie 1875, pentru doar 300 de franci.